# L-Imtarfa
L-Imtarfa (engelska: Mtarfa) är en ort och kommun i republiken Malta. Den ligger i den centrala delen av landet, 11 kilometer väster om huvudstaden Valletta. 